# Brookside (Colorado)
Brookside és una població dels Estats Units a l'estat de Colorado. Segons el cens del 2000 tenia 219 habitants.

## Demografia
Segons el cens del 2000, Brookside tenia 219 habitants, 85 habitatges, i 62 famílies. La densitat de població era de 196,6 habitants per km².
Dels 85 habitatges en un 28,2% hi vivien nens de menys de 18 anys, en un 63,5% hi vivien parelles casades, en un 5,9% dones solteres, i en un 25,9% no eren unitats familiars. En el 23,5% dels habitatges hi vivien persones soles l'11,8% de les quals corresponia a persones de 65 anys o més que vivien soles. El nombre mitjà de persones vivint en cada habitatge era de 2,58 i el nombre mitjà de persones que vivien en cada família era de 3,02.
Per edats la població es repartia de la següent manera: un 23,3% tenia menys de 18 anys, un 5,5% entre 18 i 24, un 26,9% entre 25 i 44, un 26% de 45 a 60 i un 18,3% 65 anys o més.
L'edat mediana era de 42 anys. Per cada 100 dones de 18 o més anys hi havia 102,4 homes.
La renda mediana per habitatge era de 34.688 $ i la renda mediana per família de 40.833 $. Els homes tenien una renda mediana de 33.333 $ mentre que les dones 26.875 $. La renda per capita de la població era de 14.841 $. Entorn del 13,8% de les famílies i el 13,7% de la població estaven per davall del llindar de pobresa.

## Poblacions més properes
El següent diagrama mostra les poblacions més properes.